# Бейси, Каунт
Ка́унт Бе́йси (англ. Count Basie, наст. имя — Уи́льям Джеймс Бе́йси (англ. William James Basie); 21 августа 1904, Ред-Банк, Нью-Джерси — 26 апреля 1984, Холливуд, Флорида) — американский джазовый пианист, органист, знаменитый руководитель биг-бэнда. Бейси был одной из самых значительных фигур в истории свинга. Он сделал блюз универсальным жанром — в его оркестре звучали и быстрые блюзы, и медленные, и трагические, и гротесковые.

## Биография
Музыкальные способности проявил в раннем детстве. Мать помогла Уильяму научиться играть на фортепиано. Позднее для занятий приглашались частные преподаватели музыки, среди них была «удивительная немецкая леди по имени Холлоуэй».
Учась в школе, Бейси мечтал о жизни путешественника, вдохновленный приезжавшими в город карнавалами. После окончания школы Каунт большую часть своего времени проводил в городском театре, где выполнял разовые поручения и делал всякую работу, что давало ему бесплатный вход на спектакли. Он научился управлять прожекторами для шоу водевилей. Однажды, когда пианист не смог приехать на шоу, Бейси занял его место. Играя на слух, он быстро научился импровизировать музыку для шоу и немого кино.
Имея природные данные к игре на рояле, Бейси всё же предпочитал барабаны. Однако, обескураженный очевидным талантом Сонни Грира, который также жил в Ред-Банке и стал барабанщиком Дюка Эллингтона в 1919 году, Бейси в возрасте 15 лет окончательно перешёл на фортепиано.
Грир и Бейси играли вместе, пока Грир не перешёл к профессиональной карьере. К тому времени Бейси играл с группами на танцах, курортах, любительских шоу, в том числе «Kings of Syncopation» Гарри Ричардсона.
Подобно многим другим музыкантам, юношей он переезжает в Нью-Йорк, где в Гарлеме знакомится с Джеймсом П. Джонсоном, Фэтсом Уоллером (у которого Бейси многому учится) и другими гарлемскими пианистами страйд-стиля. Переехав в Нью-Йорк, Бейси работал по ангажементам в оркестре Джона Кларка и Сонни Грира, а также аккомпаниатором блюзовых певиц Клары Смит, Мэгги Джо и других. Играл в кабаре и дансингах. В течение недолгого времени входил в оркестр Элмера Сноудена. Вследствие напряженной работы перенёс нервное расстройство и, после четырёх месяцев лечения, возвратился к активной деятельности. Играл некоторое время в кинотеатрах, озвучивая немые фильмы.
В возрасте 20 лет Бейси начинает работать с варьете «Keith & Toba» в качестве музыкального руководителя и аккомпаниатора. Сопровождая небольшой музыкальный коллектив, в 1927 году он приезжает на гастроли в Канзас-Сити и остается там надолго (коллектив развалился, музыканты и артисты внезапно остались без работы). Затем, в качестве пианиста и аранжировщика, становится членом ансамбля Walter Page’s Blue Devils и играет в этом коллективе до 1929 года. После этого сотрудничает с малоизвестными региональными оркестрами, и в конце концов оказывается в Bennie Moten’s Kansas City Orchestra. После смерти Бенни Моутена в 1935 году Бейси уходит из оркестра и совместно с Бастером Смитом и другими бывшими участниками оркестра Моутена создает новый ансамбль из девяти человек с барабанщиком Джо Джонсом и тенор-саксофонистом Лестером Янгом. Под названием «Barons Of Rhythm» этот состав Каунта Бейси начинает работать в «Reno Club» в Канзас-Сити. Радиотрансляции выступлений ансамбля 1936 года приводят к заключению контрактов с «National Booking Agency» и «Decca Records». С лёгкой руки ведущего радиоконцертов Бейси получает титул «Каунт» («Граф»). Ансамбль Бейси постоянно развивается (3 трубы, 3 тромбона, 5 саксофонов и ритм-секция) и уже через год меняет название на «Count Basie Orchestra». Под этим названием оркестр вскоре становится лучшим биг-бэндом эры свинга.
В 1936 оркестр услышал продюсер Джон Хэммонд, который помог Бейси и его музыкантам приехать в Нью-Йорк. В отличие от других оркестров, в которых было всего 2—3 импровизирующих солиста, в бэнде Бейси почти все музыканты были выдающимися джазменами. Это позволяло насыщать репертуар быстрыми пьесами, основанными на гармонической схеме блюза, и почти «на ходу» сочинять риффы (короткие повторяющиеся на протяжении всей пьесы мелодико-ритмические построения), поддерживающие темпераментных импровизаторов. В 1936 году в оркестре Каунта Бейси играли первоклассные солисты — Бак Клейтон, Харри Эдисон, Хот Липс Пэйдж, Лестер Янг, Хершел Эванс, Эрл Уоррен, Бадди Тэйт, Бенни Мортон, Дикки Уэллс и другие. Ритм-секция была признана лучшей в джазе. С оркестром Бейси выступали знаменитые вокалисты Джимми Рашинг, Хелен Хьюмс и Билли Холидей (1937—1938). Мировую известность оркестру принесли такие композиции как «One O’Clock Jump» (1937), «Jumpin' At The Woodside» (1938), «Taxy war Dance» (1939) и многие другие.
В 1939 Бейси организует внутри оркестра ансамбль солистов — септет Kansas City Seven и в том же году впервые выступает в Карнеги-холле.
В 1940-е годы в оркестр приходят саксофонисты Дон Байес, Лаки Томпсон, Иллинойс Джеккет, трубач Джо Ньюмен, тромбонисты Вик Диккенсон, Джей Джей Джонсон. К 1944 году было продано более трех миллионов пластинок бэнда. Однако затем, происходит спад в деятельности Бейси и его биг-бэнда в связи с условиями военного времени и непостоянством исполнительского состава. Во второй половине 1940-х годов наступают трудные времена для всех больших оркестров, и Бейси был вынужден, по финансовым соображениям, в 1950 году распустить свой бэнд. В течение двух следующих лет возглавляет составы из шести и девяти музыкантов, среди участников которых были выдающиеся инструменталисты Кларк Терри (Clark Terry), Бадди Де Франко (Buddy DeFranco), Серж Халофф и Бадди Рич (Buddy Rich).
После восстановления оркестра в 1952 году Каунт Бейси предпринял серию продолжительных турне и сеансов звукозаписи, что в итоге принесло Бейси репутацию «непревзойденного мастера свинга». Его оркестр со временем утвердил себя в качестве стабильного джазового коллектива, а также стал одним из «джазовых университетов» обучения молодых музыкантов. Среди музыкантов, в тот период, в оркестре работала плеяда талантливых инструменталистов: Джо Ньюмен, Тед Джонс, Снуки Янг, Генри Коукер, Бенни Пауэл, Эл Грей, Пол Куиничет, Эдди «Локджо» Дэвис, Фрэнк Уэсс, Фрэнк Фостер, Билли Митчел, Фредди Грин, Гас Джонсон и Сонни Пэйн. С музыкальным коллективом Бейси выступал певец Джо Уильямс. Аранжировщики Нил Хефти, Фрэнк Фостер, Эрни Уилкинс разработали так называемый «перкуссивный метод», построенный на резких динамических контрастах и на мощной игре ударных, подчеркивающих все акценты мелодической линии и заполняющих все паузы.
В 1954 году Каунт Бейси со своим оркестром осуществил первое турне по Европе. Мировая слава оркестра Каунта Бейси упрочилась благодаря многочисленным европейским гастролям 1956—1957, 1959, 1962, 1966, 1969 годов. В 1963 году посетил Японию, в 1965 выступил в Австралии. Оркестр Бейси принял участие во многих джазовых фестивалях: Чикаго (1958), Нью-Йорк (1959), Randall’s Island Jazz Festival (1960), фестиваль в Гарлеме (1961) и во Франции (1961), Ньюпорт (1965), Монтерей (1966), Ньюпорт (1968), Западный Берлин (1968) и т. д.
За истекшие два десятилетия Бейси выпустил значительное количество грамзаписей как со своим биг-бэндом, так и со знаменитыми джазовыми певцами, принял участие в съёмках кинофильмов (например, Sex And Single Girl), активно выступал на радио и телевидении. С 1955 года Каунт Бейси неоднократно занимал ведущие места в опросах любителей джаза и у критиков (в ряде случаев деля первые места с Дюком Эллингтоном). Основал музыкальное издательство.
Каунт Бейси также работал в качестве театрального органиста в Нью-Йорке и осуществил несколько сессий записи на органе.
В 1970-е годы состав оркестра постепенно обновлялся (появлялись и белые музыканты), но стиль оставался неизменным.
В последнее десятилетие Бейси получил ряд наград, стал почётным доктором в нескольких университетах.
С середины 1970-х годов тяжелое заболевание Бейси затрудняет его дальнейшее творчество. С начала 1980-х годов ему уже иногда приходится руководить оркестром, сидя в инвалидной коляске. В последние годы жизни Каунт Бейси все больше времени уделяет подготовке автобиографии.
После смерти Бейси в 1984 году лидером оркестра стал тенор-саксофонист Фрэнк Фостер. Затем оркестром руководил тромбонист Гровер Митчелл.
В 1985 году бэнд выступал в Сочи на фестивале «Черное море», а затем дал по одному концерту в Краснодаре и Москве.

## Творчество

### Ритм-группа
Основой оркестра Каунта Бейси была прекрасная ритм-группа, которая обеспечивала взаимодействие медных и язычковых духовых инструментов и создавала необходимый фон при исполнении соло. В эту прославленную оркестровую группу входили такие мастера как Уолтер Пэйдж (контрабас), Джо Джонс (ударные), Фредди Грин (ритм-гитара) и сам Каунт Бейси (фортепиано).
Введение ритм-гитары позволило изменить привычный стиль джазового сопровождения, сделав его более гибким и чутким по отношения к солистам оркестра и способствовало установлению фоур-бита (с четырьмя почти одинаково акцентируемыми долями в каждом такте) в качестве нормы исполнения в джазе.
Особенно выделялась техника барабанщика Джо Джонса, заключающаяся в использовании тарелки «хай-хэт» (hi-hat) для обеспечения основной метрической пульсации вместо большого барабана, позволившая существенно смягчить тембр звучания ударных инструментов в биг — бэнде.
Другим важным элементом в звучании ритм-группы была точная и надежная техника «шагающего баса», которая заменила фортепианный аккомпанемент левой руки и добавила «раскачки» оркестровому свингу.
О роли Бейси в ритм-группе Нэт Шапиро писал:

Фортепиано Бейси по существу не может быть отделено от того живого пульса, который вырабатывает ритмическая группа его бэнда. Сама по себе его игра создает определённое настроение, а затем поддерживает и усиливает его. Но вместе с гитарой, басом и ударными его фортепиано становится неотъемлемой частью этой совершенной, мощной секции оркестра, которая увлекает и побуждает к драйву весь бэнд в целом. В этом смысле можно сказать, что оркестр Бейси построен вокруг своей секции ритма — секции с таким битом, который больше, вероятно, чем какой-либо другой фактор повлиял ритмически как на большие, так и на малые оркестры за последние три десятилетия.

Ритм-группа оркестра Каунта Бейси часами репетировала отдельно от остальных музыкантов, добиваясь слаженности и четкости звучания. Впоследствии, её новациями пользовались многие джазовые составы.

### Оркестровый стиль
Каунт Бейси часто, ещё с конца 1930-х годов, отдавал предпочтение легким и непринужденно развивающимся аранжировкам. Звучание оркестра всегда отличалось использованием риффовой техники, что было характерно для многих ансамблей Юго-Запада США. Такой тип оркестрового аккомпанемента давал полную свободу выдающимся солистам оркестра Бейси, таким как трубачи Харри Эдисон (Harry Edison), Бак Клейтон (Buck Clayton), тромбонисты Бенни Мортон (Benny Morton), Дикки Уэллс (Dicky Wells), саксофонисты Хершел Эванс (Hershel Evans) и Лестер Янг (Lester Young). Совершенно разные манеры исполнения саксофонистов , Янга и Эванса, придавали звучанию оркестра особый размах, напряжение и драматизм. Все эти солисты ярко представлены в записях 1937—1941 годов на фирмах Decca Records и Vocalion, ставших одними из самых лучших записей джаза.
Медные духовые инструменты в оркестре Каунта Бейси всегда отличались особенным звучанием и были источником колоссального напряжения. Рассказывая о том, что, собственно, бэнд-лидер ожидал от своей медной группы, Бейси объяснял:

Я хочу, чтобы эти четыре трубы и три тромбона жалили с настоящей силой и мужеством. Но я также хочу, чтобы это острое звучание было настолько же приятным и искусным, как если бы на их месте было всего три медных инструмента, которые я использовал в Канзас-сити. Я хочу сказать, что если у медных каждая нота не несет своего точного и определённого значения и они просто вопят и режут слух, то надо немедленно что-то изменить. Медь никогда не должна превращаться в самоцель.

В своих оркестрах 1950—1960-х годов Бейси сохранял яркое свинговое звучание, при этом подбирая солистов с более современными взглядами на джаз. Среди музыкантов того периода особенно заметными были Тэд Джонс (Thad Jones), Эдди «Локджо» Дэвис (Eddie «Lockjaw» Davis), Фрэнк Уэсс (Frank Wess), Маршалл Ройял (Marshall Royal), и Фрэнк Фостер (Frank Foster). Изменения в звучании оркестра были связаны, в первую очередь с именами сотрудничавших с Бейси аранжировщиков, таких как Бенни Картер (Benny Carter), Куинси Джонс (Quincy Jones), Тэд Джонс (Thad Jones) и Нил Хевти (Neal Hefty).
Джордж Саймон в своей книги «Биг-бэнды» писал:

В течение десятков лет оркестр Каунта Бейси был одним из самых восхитительных биг-бэндов. При этом стиль оркестра практически не менялся. А что такое «стиль Бейси»? Это, прежде всего, сильное свинговое ансамблевое звучание, пересыпаемое многочисленными великолепными соло и, разумеется, легкими, заразительными фортепианными вставками лидера. Все годы оркестр Бейси ухитрялся звучать свежо и современно. Вероятно, это происходило потому, что в нём всегда сохранялся исключительно здоровый дух. Музыканты играют то, что им нравится, а музыка оркестра способна удовлетворить вкусы самой широкой публики — в отличие от многих коллективов, пытающихся делать более сложные вещи и затрудняющихся найти контакт с аудиторией.

### Сольный стиль Бейси
Творчество Бейси также значительно, если его рассматривать как пианиста. Ранние записи свидетельствуют о его мастерстве в манере регтайма и страйд-пиано. Однако, к середине 1930-х годов Каунт Бейси выработал абсолютно индивидуальный, лаконичный, ориентированный на блюз стиль, с характерным использованием коротких мелодических фраз, нередко — не более, чем клише, мастерски расставленных и сыгранных с остроумием и изобретательностью. Каунт Бейси сознательно в своей игре придерживался минимализма, уклоняясь от популярных тогда фортепианных стилей и витиеватой манерности, свойственной многим пианистам того времени. Главную свою задачу он видел в обеспечении свободы оркестровых импровизаций. Фортепиано Бейси было энергетическим источником, откуда черпали мощь и поразительный драйв его оркестранты.
Гитарист Фредди Грин говорил:

Каунт, вероятно, лучший пианист для «подталкивания» оркестра и поддержки солистов. Я имею в виду его манеру готовить почву для каждого солиста. Когда он заканчивает своё соло, то как бы открывает путь для вступления следующему солисту.

Фортепианный стиль Каунта Бейси является одним из наиболее легко идентифицируемых звучаний в джазе.
Бейси оказал большое влияние на пианистов 1950-х годов школы Западного побережья. Пианисты Эрролл Гарнер, Мари Лу Уильямс (Mary Lou Williams) и Джон Льюис (John Lewis) также признавали его влияние.

### Избранная дискография
- 1929 — Basie’s Basement
- 1932 — Jive At Five
- 1936 — Super Chief
- 1937 — On The Upbeat
- 1938 — Rock-A-Bye Basie, vol.2
- 1939 — Blues By Basie
- 1946 — Count Basie: The Orchestra And The Octet
- 1950 — Count Basie At The Piano
- 1952 — Count Basie And His Orchestra Collates
- 1953 — Sixteen Men Swinging
- 1954 — Basie Jazz
- 1955 — Rock The Blues
- 1956 — Count Basie in London
- 1956 — Live in Basel
- 1956 — The Count
- 1956 — The Swinging Count
- 1956 — The Band Of Distinction
- 1956 — Basie Roars Again!
- 1956 — Basie Rides Again!
- 1956 — Basie Bash
- 1956 — Switzerland 1956
- 1957 — Count Basie At Newport
- 1957 — The Atomic Mr.Basie
- 1958 — Basie Plays Hefti
- 1959 — One More Time
- 1959 — Count Baisie In Kansas City. 1929—32
- 1961 — The Count Basie Story
- 1963 — On My Way And Shouting Again
- 1963 — The Best Of Count Basie
- 1964 — The World Of Count Basie. 3 LP
- 1988 — The Essential Count Basie. Vol. 1—3
- 1992 — The Best Of Count Basie. 1937—39
- 1994 — The Complete Atomic Basie
- 1995 — The Complete Roulette Studio Count Basie. 10 CD
- 1995 — Big Band Basie
- 1995 — Live In France
- 1996 — It Had To Be You
- 1996 — Swingin' Machine: Live
- 1996 — Live At Manchester Craftsmen’s Guild
- 1996 — Pop Classics
- 1996 — One O’Clock Jump
- 1996 — Unbeatable Basie Beat
- 1996 — Jazz Hour With Count Basie, vol.2: Jumpin'
- 1996 — Makin’Whoopee (Collector’s Edition)
- 1996 — Count Basie/Sarah Vaughan (Capitol)
- 1997 — Count Basie Live! 1938 At The Famous Door NYC
- 1997 — At The Royal Roost NY 1948 (live)
- 1998 — Count Basie Encounters Oscar Peterson
- 1998 — Live At The Sands
- 1998 — Paris Jazz Concert 1972 (live)
- 1999 — Swing Shift
- 2000 — Cafe Society Uptown 1941
- 2000 — Live in Stockholm
- 2000 — Count On The Coast, vol.3
- 2000 — Count Basie Live
- 2001 — At Birdland Summer 1952 (live)
- 2001 — Olympia: Live 5-62
- 2001 — Palais De Chaillot 3-29-60: Live
- 2001 — Swingin’At The Chatterbox: 1937 (live)
- 2001 — Breakfast Dance And Barbecue

### Избранные DVD
- Count Basie «The Kansas City Suite»
- Count Basie «Live 1962»
- Count Basie «Sound of Swing»
- Count Basie «Live in Europe & Jo Jones»
- Count Basie «Swing Era Masters»
- Count Basie «In Montreal 1988»
- Count Basie «At Carnegie Hall»
- Count Basie «Jam '75»